# Basquetebol do Grupo Desportivo Interclube
A equipa de basquetebol do Grupo Desportivo Interclube, comumente conhecida como Interclube, é a secção da agremiação que disputa a Unitel Basket (Campeonato Nacional de Basquetebol). A equipe disputa seus jogos do campeonato angolano no Pavilhão 28 de Fevereiro localizado em Luanda, Angola.

## Histórico de temporadas
| Temporada | Nível | Liga          | Pos. | Resultado         | Copa de Angola | Supercopa | Competições Internacionais | Competições Internacionais |
| --------- | ----- | ------------- | ---- | ----------------- | -------------- | --------- | -------------------------- | -------------------------- |
| 2007-08   | 1     | BAI Basket    | 2º   |                   |                |           | -                          | -                          |
| 2008-09   | 1     | BAI Basket    |      |                   |                |           | -                          | -                          |
| 2009-10   | 1     | BAI Basket    |      |                   |                |           | -                          | -                          |
| 2010-11   | 1     | BAI Basket    |      | Finalista         |                |           | -                          | -                          |
| 2011-12   | 1     | BAI Basket    | 2º   |                   | Finalista      |           | -                          | -                          |
| 2012-13   | 1     | BAI Basket    |      |                   |                |           | -                          | -                          |
| 2013–14   | 1     | BIC Basket    | 4º   |                   |                |           | -                          | -                          |
| 2014–15   | 1     | BIC Basket    | 5º   |                   |                |           | -                          | -                          |
| 2015–16   | 1     | BIC Basket    | 5º   | Semifinalista     |                |           | -                          | -                          |
| 2016-17   | 1     | BIC Basket    | 4º   | Semifinalista     | Finalista      |           | 1 Copa dos Campeões        | 7º colocado                |
| 2017-18   | 1     | Unitel Basket | 4º   | Quartas de finais |                | Campeão   | 1 Copa dos Campeões        | 7º colocado                |
| 2018-19   | 1     | Unitel Basket | 3º   | Semifinalista     |                |           | -                          | -                          |
| 2019-20   | 1     | Unitel Basket | 3º   |                   |                |           |                            |                            |
| 2020-21   | 1     | Unitel Basket | 2º   | Finalista         |                |           |                            |                            |
| 2021-22   | 1     | Unitel Basket | 2º   | Finalista         |                |           |                            |                            |
| 2022-23   | 1     | Unitel Basket |      |                   |                |           |                            |                            |
| 2023-24   | 1     | Unitel Basket | 3º   | Finalista         |                |           |                            |                            |
| 2024-25   | 1     | Unitel Basket | 4º   | Semifinalista     |                |           |                            |                            |

## Títulos

### Campeonato Angolano
- Finalista (3x): 2001-02, 2003-04, 2004-05

### Copa de Angola
- Finalista (3x): 2003, 2012 e 2017

### Copa dos Campeões Africanos
- Finalista (1x): 2005

### Supercopa de Angola
- Campeão (1x): 2018
- Finalista (1x): 2004